# خط شمالی متروی لندن
خط شمالی متروی لندن (انگلیسی: Northern line) یکی از خطوط متروی لندن است.
این خط که در سال ۱۸۹۰ میلادی راه‌اندازی شده دارای ۵۰ ایستگاه و ۵۸ کیلومتر طول می‌باشد.

## ایستگاه‌ها
| ایستگاه                                                                                      | تصویر | افتتاح                        | شاخه                                   | اطلاعات |
| -------------------------------------------------------------------------------------------- | ----- | ----------------------------- | -------------------------------------- | --- |
| ایستگاه متروی های بارنت                                                                      |       | ۱ آوریل ۱۸۷۲                  | High Barnet Branch                     | Terminus. Northern line introduced 14 April 1940map ۱ |
| ایستگاه متروی تاتریج و وتستون                                                                |       | ۱ آوریل ۱۸۷۲                  | High Barnet Branch                     | Northern line introduced ۱۴ آوریل ۱۹۴۰ map 2 |
| ایستگاه متروی وودساید پارک                                                                   |       | ۱ آوریل ۱۸۷۲                  | High Barnet Branch                     | Northern line introduced 14 April 1940map ۳ |
| ایستگاه متروی فینچلی غربی                                                                    |       | ۱ مارس ۱۹۳۳                   | High Barnet Branch                     | map ۴ |
| ایستگاه متروی میل هیل شرقی (shuttle trains to and from Finchley Central)                     |       | ۲۲ اوت ۱۸۶۷                   | Mill Hill Branch                       | Closed 11 September 1939, reopened 18 May 1941map ۵ |
| ایستگاه متروی فینچلی مرکزی                                                                   |       | ۲۲ اوت ۱۸۶۷                   | High Barnet branch                     | First Northern line train was 14 April 1940map ۶ |
| ایستگاه متروی فینچلی شرقی                                                                    |       | ۲۲ اوت ۱۸۶۷                   | High Barnet Branch                     | First Northern line train was 3 July 1939map ۷ |
| ایستگاه متروی هایگیت                                                                         |       | ۲۲ اوت ۱۸۶۷                   | High Barnet Branch                     | First Northern line train was 19 January 1941map ۸ |
| ایستگاه متروی آرچوی                                                                          |       | ۲۲ ژوئن ۱۹۰۷                  | High Barnet Branch                     | Originally named Highgatemap ۹ |
| ایستگاه متروی تافنل پارک                                                                     |       | ۲۲ ژوئن ۱۹۰۷                  | High Barnet Branch                     | map ۱۰ |
| ایستگاه کنتیش تاون                                                                           |       | 1868                          | High Barnet Branch                     | First underground station opened on 22 June 1907. map ۱۱ |
| ایستگاه متروی ادجور                                                                          |       | ۱۸ اوت ۱۹۲۴                   | Edgware Branch                         | Terminusmap ۱۲ |
| ایستگاه متروی بارنت اوک                                                                      |       | ۲۷ اکتبر ۱۹۲۴                 | Edgware Branch                         | Opened with its current name, then renamed approximately 4 years after its opening and was reverted to its original name in 1950.map ۱۳ |
| ایستگاه متروی کولیندیل                                                                       |       | ۱۸ اوت ۱۹۲۴                   | Edgware Branch                         | Used as a terminus for some trains travelling northmap ۱۴ |
| ایستگاه متروی هندون مرکزی                                                                    |       | ۱۹ نوامبر ۱۹۲۳                | Edgware Branch                         | map ۱۵ |
| ایستگاه متروی برنت کراس                                                                      |       | ۱۹ نوامبر ۱۹۲۳                | Edgware Branch                         | Opened as Brent, renamed 20 July 1976map ۱۶ |
| ایستگاه متروی گولدرز گرین                                                                    |       | ۲۲ ژوئن ۱۹۰۷                  | Edgware Branch                         | Originally a terminus, until now it is a terminus for some trainsmap ۱۷ |
| ایستگاه متروی همپستید                                                                        |       | ۲۲ ژوئن ۱۹۰۷                  | Edgware Branch                         | The name "Heath Street" was originally proposed to name this station as seen on wall tilings on station platform wallsmap ۱۸ |
| ایستگاه متروی بلسایز پارک                                                                    |       | ۲۲ ژوئن ۱۹۰۷                  | Edgware Branch                         | One of eight London Underground stations which have deep-level air-raid shelters underneath them. The shelter was constructed in World War II to provide safe accommodation for service personnel.map ۱۹ |
| ایستگاه متروی چوک فارم                                                                       |       | ۲۲ ژوئن ۱۹۰۷                  | Edgware Branch                         | map ۲۰ |
| ایستگاه متروی کمدن تاون                                                                      |       | ۲۲ ژوئن ۱۹۰۷                  | Main "route"                           | The junctions connecting the two northern branches of the Northern line to the two central branches are just south of Camden Town station. The station has a pair of platforms on each of the two northern branches, and southbound trains can depart toward either Charing Cross or Bank from either of the two southbound platforms without crossing over.map ۲۱ |
| ایستگاه متروی مورنینگتون کرسنت                                                               |       | ۲۲ ژوئن ۱۹۰۷                  | Charing Cross branch (West End Branch) | The station was planned to be named "Seymour Street" but was changed to Mornington Crescent. It was closed on 23 October 1992 to replace the lifts and was reopened on 27 April 1998.map ۲۲ |
| ایستگاه متروی یوستون                                                                         |       | ۱۲ مه ۱۹۰۷                    | Charing Cross/Bank branch              | Change for Northern line service via Bank or Charing Cross and خط ویکتوریاmap 23 |
| ایستگاه متروی خیابان وارن                                                                    |       | ۲۲ ژوئن ۱۹۰۷                  | Charing Cross branch                   | Change for خط ویکتوریاmap 24 |
| ایستگاه متروی خیابان گوج                                                                     |       | ۲۲ ژوئن ۱۹۰۷                  | Charing Cross branch                   | Opened as Tottenham Court Road, renamed 3 September 1908map ۲۵ |
| ایستگاه متروی خیابان تاتنهام کورت                                                            |       | ۳۰ ژوئیه ۱۹۰۰                 | Charing Cross branch                   | Change for خط مرکزی متروی لندنmap 26 |
| ایستگاه متروی میدان لستر                                                                     |       | ۱۵ دسامبر ۱۹۰۶                | Charing Cross branch                   | Change for خط پیکدیلی map 27 |
| ایستگاه متروی چرینگ کراس                                                                     |       | ۱۰ مارس ۱۹۰۶                  | Charing Cross branch                   | Northern line platforms opened 22 June 1907, change for خط بیکرلوmap 28 |
| ایستگاه متروی امبانکمنت ( Embankment Pier)                                                   |       | ۳۰ مه ۱۸۷۰                    | Charing Cross branch                   | Northern line extension opened 13 September 1926, change for خط بیکرلو، خط سیرکل and خط ناحیه متروی لندنsmap 29 |
| ایستگاه متروی واترلو ( Waterloo Pier, Festival Pier)                                         |       | ۸ اوت ۱۸۹۸                    | Charing Cross branch                   | Northern line began 1926, change for خط بیکرلو، خط جوبیلی and خط واترلو و سیتیsmap 30 |
| ایستگاه متروی کینگز کراس سنت پنکراس ( Trains فرودگاه گاتویک and فرودگاه لوتن لندن)           |       | 1863 (Northern line May 1907) | Bank branch (City branch)              | Change for خط سیرکل، خط همرسمیت و سیتی، خط متروپولیتن، خط پیکدیلی and خط ویکتوریاsmap 31 |
| ایستگاه متروی انجل                                                                           |       | 1901                          | Bank branch                            | It has the longest escalator on the entire Underground network. map ۳۲ |
| ایستگاه اولد استریت                                                                          |       | نوامبر ۱۹۰۱                   | Bank branch                            | Northern line platforms opened on February 1904map ۳۳ |
| ایستگاه مورگیت                                                                               |       | 1865                          | Bank branch                            | Change for خط سیرکل، خط همرسمیت و سیتی & خط متروپولیتن linesmap 34 |
| ایستگاه‌های بانک و مانیمنت                                                                    |       | ۲۵ فوریه ۱۹۰۰                 | Bank branch                            | Linked with Monument by escalator 18 September 1933, change for خط مرکزی متروی لندن and خط واترلو و سیتیs.map 35 |
| ایستگاه پل لندن ( Trains to فرودگاه گاتویک and فرودگاه لوتن لندن) ( London Bridge City Pier) |       | ۲۵ فوریه ۱۹۰۰                 | Bank branch                            | Original station opened 14 December 1836, change for خط جوبیلیmap 36 |
| ایستگاه متروی بارو                                                                           |       | ۱۸ دسامبر ۱۸۹۰                | Bank branch                            | map ۳۷ |
| ایستگاه قلعه و فیل                                                                           |       | ۱۸ دسامبر ۱۸۹۰                | Bank branch                            | Change for خط بیکرلوmap 38 |
| ایستگاه متروی کنینگتون                                                                       |       | ۱۸ دسامبر ۱۸۹۰                | Main route                             | Southbound trains on the Charing Cross branch often terminate here, which has a terminal loop.map ۳۹ |
| ایستگاه متروی اوال                                                                           |       | ۱۸ دسامبر ۱۸۹۰                | Main route                             | map ۴۰ |
| ایستگاه متروی استوکول                                                                        |       | ۴ نوامبر ۱۸۹۰                 | Main route                             | Change for خط ویکتوریا. Originally a terminus until 1900, when the line was extended to Clapham Common. The station was resited south of the original one. Formerly a depot was present branched off from the current southbound trackmap 41 |
| ایستگاه متروی کلاپهام شمالی                                                                  |       | ژوئن ۱۹۰۰                     | Main route                             | One of the two remaining stations to have an island platform underground. It is also one of the eight stations that have a deep level air-raid shelter.map ۴۲ |
| ایستگاه متروی کلاپهام کامن                                                                   |       | ژوئن ۱۹۰۰                     | Main route                             | Original terminus until 1926. It is also one of the two remaining stations to have an island platform underground. It is also one of the eight stations that have a deep level air-raid shelter.map ۴۳ |
| ایستگاه متروی کلاپهام جنوبی                                                                  |       | ۱۳ سپتامبر ۱۹۲۶               | Main route                             | It is one of the eight stations that have a deep level air-raid shelter.map ۴۴ |
| ایستگاه بالهام                                                                               |       | ۶ دسامبر ۱۹۲۶                 | Main route                             | It is one of the eight stations that have a deep level air-raid shelter.map ۴۵ |
| ایستگاه متروی توتینگ بک                                                                      |       | ۱۳ سپتامبر ۱۹۲۶               | Main route                             | Opened as Trinity Road, renamed 1 October 1950map ۴۶ |
| ایستگاه متروی توتینگ برادوی                                                                  |       | ۱۳ سپتامبر ۱۹۲۶               | Main route                             | Used as a terminus for some trains heading southmap ۴۷ |
| ایستگاه متروی کولیرز وود                                                                     |       | ۱۳ سپتامبر ۱۹۲۶               | Main route                             | map ۴۸ |
| ایستگاه متروی ویمبلدون جنوبی                                                                 |       | ۱۳ سپتامبر ۱۹۲۶               | Main route                             | Opened as South Wimbledon (Merton). The suffix gradually fell out of use but still can be seen on some platform signage.map ۴۹ |
| ایستگاه متروی موردن                                                                          |       | ۱۳ سپتامبر ۱۹۲۶               | Main route                             | Terminusmap ۵۰ |

## نگارخانه
- ایستگاه متروی میل هیل شرقی تأسیس شده در ۱۸۶۷
- ایستگاه متروی کنینگتون تأسیس شده در ۱۸۹۰
- ایستگاه متروی تافنل پارک تأسیس شده در ۱۹۰۷
- داخل قطار خط شمالی
- ایستگاه متروی انجل